# Marius Boulenger
Pour les articles homonymes, voir Boulenger (homonymie).
 Marius Boulenger , né à Dour, le 27 février 1834 et décédé à Quiévrain le 18 juillet 1874 fut un homme politique belge francophone libéral.
Il fut avocat ainsi que membre du parlement, et conseiller provincial de la province de Hainaut.